# Chantal Câlin
Chantal Câlin (geboortenaam Chantal Coemans, Sint Truiden, 11 oktober 1957) is een Belgische zangeres uit het Limburgse Tessenderlo. 

## Biografie
Chantal groeide op in Seraing en kreeg op haar twaalfde verjaardag een accordeon. Ze studeerde zang, piano en voordracht aan de Académie Grétry en het Koninklijk Muziekconservatorium in Luik. In haar repertoire heeft ze een voorliefde voor het Franse chanson. Toevalligerwijs valt haar geboortedag 11 oktober gelijk met de sterfdag van Édith Piaf. 
Vanaf haar veertigste verdiepte ze haar meer in het repertoire van Piaf. In 1998 begon de Looise zangeres met haar tournee Hommage à Piaf in België, Frankrijk en Nederland. Met Charles Dumont, componist van onder andere Non, je ne regrette rien trekt ze rond met het programma Les Chansons d'Amour. Daarna verscheen haar eerste cd met een medley van Piaf-nummers Sinds 2001 Chantal Câlin jaarlijks in Parijs enkele chansons tijdens de jaarlijkse herdenkingsmis Édith Piaf in de kapel van de Parijse begraafplaats Père Lachaise. Deze mis wordt opgedragen door de Association Piaf.
Jaarlijks speelt de chansonnière op het Lenteconcert met de Koninklijke Muziekkapel van de Marine in de Koningin Elizabethzaal in Antwerpen.
Meerdere componisten van Piaf schreven voor haar inmiddels nieuwe chansons. Naast het repertoire van Jacques Brel en Piaf zingt ze ook Nederlandstalige en eigen chansons. Voor haar project voor kansarmen zong ze het themalied N'y va pas Manuel. In 2004 maakte ze een tournee door de Verenigde Arabische Emiraten. Het muzikaal theaterstuk "Dans le ciel, deux étoiles" werd geschreven door Michel Rivgauche voor Chantal Câlin en Pascal Deman.
Câlin toerde in 2009 met haar programma "De Piaf à Câlin" door Europa.
Na een korte pauze is Câlin sinds 2023 weer op tournee met haar nieuw programma "Piaf, une légende". 

## Carrière

### Filmografie
- 2005: Zang in "Margueritte Monnot dans l’ombre de Piaf"
- 2005: Soudtrack voor "Piaf et son enfance" met het "chanson La Passion Piaf"

### Discografie
- Une femme de quarante ans
- Tu te reconnaîtras
- Hommage á Piaf
- Câlinerie
- Câlin - Câline
- Un jour... een dag
- Kerst bij ons thuis
- Grand Prix Édith Piaf 2000
- Le Mur
- La Passion Piaf
- Ivan, boris et moi ...
- Une femme de quarante ans
- J'ai appris de ma mère
- De Piaf à Câlin

## Prijzen en erkenningen
- 1996 - finaleplaats in de Sound Mix Show van VT4 met het lied Tu te reconnaitras
- 1997 - De prijs van het publiek en de originaliteitsprijs in "Le Grand Concours International de la Chanson Française" op een internationale wedstrijd in Brussel. Met Je t'aime avec ma peau.
- 2000 - eerste prijs van de beste buitenlandse deelnemer en de publieksprijs in "Le Grand Prix Édith Piaf 2000" te Parijs.
- 2000 - "Cultuurpenning 2000" van de gemeente Tessenderlo
- 2003 - "Cultuurprijs van het jaar 2003" van de gemeente Lummen.
- 2007 - "Grand Prix de la Chanson Française" uitgereikt door L'association des Amis Édith Piaf Paris